# Callistocypraea leucodon
Callistocypraea leucodon is een slakkensoort uit de familie van de Cypraeidae. De wetenschappelijke naam van de soort werd in 1828, als Cypraea leucodon, voor het eerst geldig gepubliceerd in 1832 door W.J. Broderip.

## Beschrijving
Callistocypraea leucodon was tot voor kort bekend van slechts twee exemplaren (één in het National Museum of London en één in het Harvard University Museum of Comparative Zoology). Het onderscheidende karakter van de schelp was gemakkelijk genoeg om het als een nieuwe soort te beschouwen. Eind jaren zestig en begin jaren zeventig werden het derde en vierde exemplaar gevonden. In de jaren tachtig werden ze regelmatig gevonden en waren ze voor ongeveer $ 5000 op de markt verkrijgbaar. In 2000 waren ze algemeen genoeg om beschikbaar te zijn voor ongeveer $ 1500 in edelsteenstaat en minder dan $ 1000 voor exemplaren van lagere kwaliteit. 
De kleur van C. leucodon varieert van donderbruin tot lichtbruin met witachtige vlekken van verschillende grootte en contrast. De dorsale mantelstreep is zeer onderscheidend voor de soort. Het levende dier heeft een gevlekte (zwartbruine en lichtbruine) mantel met korte en lange kleurloze papillen, een zwartachtige sifon en een geelbruine voet. Er is een aantal ondersoorten en vormen beschreven, waaronder: leucodon (pyriform nominaat); angioyna (kleine tandverschillen); tenuidon (kleiner, zwaar gevlekt en ronder) en escotoi (klein, donker en erg rond).